# Marševi smrti
Marševi smrti su oblik kolektivnog usporenog istrebljenja. Označavaju prisilne marševe skupina ili zarobljenika na dugim relacijama i iznimno dugim vremenskim razdobljima uz vrlo malo ili bez hrane i vode. Rezultat toga je da je velik broj ljudi umirao prvenstveno zbog iznemoglosti ili dehidracije. 
Oni koji odbijaju dalje hodati ili stanu radi odmaranja, ili gubljenja svijesti, u glavnom se pogubljuju ili izvrgavaju mučenjema.
Jedan od glavnih ciljeva je smrt zarobljenika. Visoka smrtnost može biti uzrokovana ravnodušnošću stražara i nedostatkom opskrbe hranom, odjećom ili nepostojanjem skloništa kod teških vremenskih uvjeta ili kroz ciljana nasilja nad zarobljenicima. 
Marševi smrti označavaju i proces u kojim režim, obično vlada ili okupatorske sile, počinje nad pripadnicima određene nacije, skupine ili podskupine - na osnovi njihove nacionalnosti, religije, jezika ili kulture.
Marševi smrti opčenito predstavljaju ratni zločin, sredstvo etničkih čišćenja ili genocida.

## Primjeri
- Armenski genocid
- Holokaust
- Križni put (1945.)

## Vanjske poveznice
- "Death March."  Arhivirana inačica izvorne stranice od 14. ožujka 2011. (Wayback Machine) Genocide and Crimes Against Humanity. Ed. Dinah L. Shelton. Gale Cengage, 2005. eNotes.com. 2006. 24 Feb, 2009